# Ferrari 125 S
A Ferrari 125 S foi o primeiro carro construído pela Ferrari para disputar as corridas daquela época com um motor V12 de 116 hp que chegava a 155 Km/h depois veio o sucessor 159 S e em 1952 surgiu o primeiro carro de rua da marca.